# Prachtamazone
Die Prachttamazone  (Amazona pretrei) ist eine Papageienart aus der Unterfamilie der Neuweltpapageien. Die Grundfärbung des Gefieders dieser 32 Zentimeter groß werdenden Amazonenart ist grün. Am Kopf sind Stirn, Augenzügel, Scheitel und die Augenumgebung rot gefiedert. Dies trifft auch auf die Schenkel sowie die Handschwingendecken zu.
Das Verbreitungsgebiet der Prachtamazonen ist mittlerweile auf den im Südosten Brasiliens gelegenen brasilianischen Bundesstaat Rio Grande do Sul begrenzt. Anders als für Amazonenpapageien typisch handelt es sich bei der Prachtamazone um einen Nahrungsspezialisten, der überwiegend von Araukarien-Samen lebt. Prachtamazonen kommen entsprechend nur in Wäldern mit einem hohen Anteil an Araukarien vor und nomadisieren innerhalb ihres Verbreitungsgebietes abhängig von der Fruchtreife. 
Die brasilianische Regierung hat einige Maßnahmen ergriffen, um die brasilianische Bevölkerung auf die Bedrohung der Prachtamazone sowie der im gleichen Lebensraum vorkommenden Taubenhals-Amazone aufmerksam zu machen. Diese Maßnahmen scheinen Wirkung zu zeigen, denn der Bestand der Prachtamazonen hat sich offensichtlich von einem Tiefstand im Jahre 1994, als man von maximal 8500 Tieren ausging, bis 1997 auf wieder 16.000 Individuen erhöht.